# Brignancourt
Brignancourt egy község Franciaországban. Lakosainak száma 243 fő (2022. január 1.).

## Földrajza
Brignancourt Chars, Marines, Moussy és Santeuil községekkel határos.